# 1783 en science
| Années de la science : 1780 - 1781 - 1782 - 1783 - 1784 - 1785 - 1786    |
| Décennies de la science : 1750 - 1760 - 1770 - 1780 - 1790 - 1800 - 1810 |

Cet article présente les faits marquants de l'année 1783 en science.

## Événements
- 24 janvier : la princesse Catherine Dachkov est nommée par Catherine II directrice de l'Académie des sciences de Russie[1].

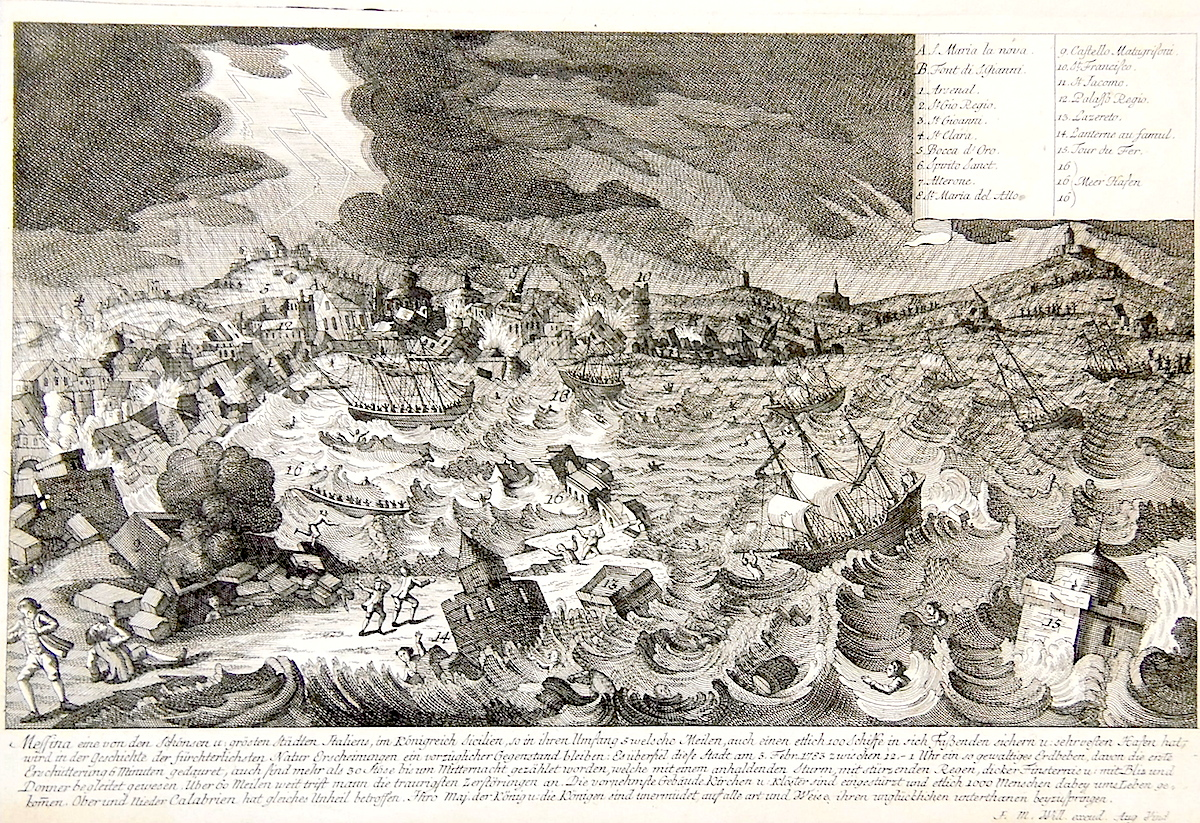
Séismes de février et de mars 1783 en Calabre. Destruction de Messine.

- 5 février-28 mars : série de tremblements de terre de Calabre et à Messine qui causent la mort de 30 000 à 50 000 personnes[2].
- 26 février : Caroline Herschel découvre l'amas stellaire NGC 2360[3].

- 7 mai : Peter Onions (en) dépose un brevet pour le procédé de puddlage de la fonte[4].
- 12 mai : John Goodricke, un astronome amateur britannique de 18 ans, présente ses conclusions devant la Royal Society selon lesquelles l'étoile variable Algol est une binaire à éclipses[5].
- Du 8 juin 1783 au 7 février 1784, éruption du Laki en Islande[6]. Un nuage de dioxyde de soufre se répand sur l'Europe du Nord, provoquant une augmentation de la mortalité. L'impact météorologique des éruptions du Laki se fait sentir les années suivantes.
- 18 juin : Lavoisier et Laplace présentent leur mémoire sur la chaleur à l'Académie des Sciences de Paris avec les résultats des expériences traduisant l'existence de la chaleur de fusion de la glace mesurée l'aide de leur calorimètre à  glace[7].
- 24 juin : Lavoisier assisté de Laplace réussit la synthèse de l’eau. Peu après il fait l’analyse de l'eau avec Meunsier[8].
- 15 juillet : l'ingénieur français Claude Jouffroy d'Abbans fait la démonstration pyroscaphe, un bateau à vapeur équipé de deux roues à aubes latérales, de 45 m de long et jaugeant 182 tonneaux. Il remonte la Saône à Lyon sur plusieurs kilomètres[9].

- 18 août : un grand météore inhabituellement lumineux est observé depuis les Îles Britanniques. Charles Blagden en fait une étude détaillée[10].
- 21 novembre : le physicien britannique John Michell publie dans les Philosophical Transactions of the Royal Society un article qui anticipe l'existence des trous noirs[11].

- Découverte du tungstène par José Elhuyar et Fausto Elhuyar[12].

### Aéronautique
- 4 juin : démonstration à Annonay devant les États particuliers du Vivarais d'un ballon à air chaud inhabité mis au point par les frères Montgolfier[13].

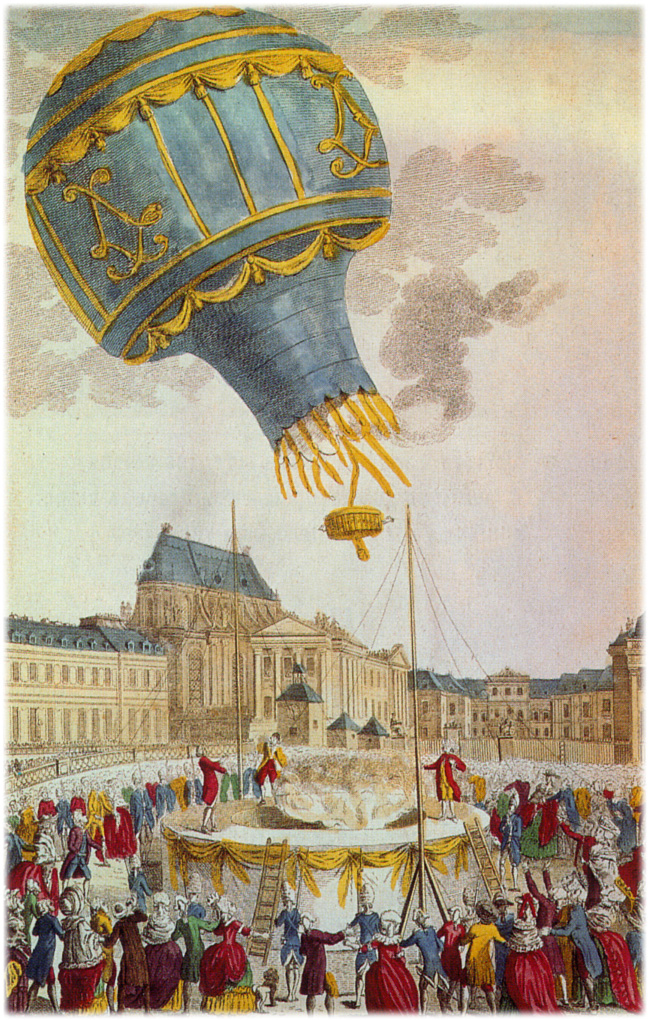
19 septembre : envol de la première montgolfière habitée par 3 animaux, de la place d'Armes de Versailles

- 27 août : démonstration à Paris d'un ballon gonflé à l'hydrogène mis au point par le physicien Jacques Charles ; le ballon s'écrase à Gonesse où des paysans terrorisés le mettent en pièce[14].

- 19 septembre : vol d'une montgolfière (air chaud) à Versailles avec des animaux (un mouton, un coq et un canard) car le roi n'avait pas permis que des hommes s'installent dans la nacelle[15].

- 21 novembre : Joseph et Étienne Montgolfier réalisent la première ascension aérienne d'une montgolfière (gonflée à l'air chaud) pilotée par Jean-François Pilâtre de Rozier et François Laurent Marquis d'Arlandes et lancée des jardins du château de la Muette près de Paris[15].

- 1er décembre : le physicien français Jacques Charles et Marie-Noël Robert s'envolent dans le premier ballon gonflé à l'hydrogène à partir du jardin des Tuileries[16].

- 26 décembre : expérience de descente en parachute du haut de la tour de la Babote à Montpellier par Louis-Sébastien Lenormand[17].

## Publications
- Pierre Bulliard : Dictionnaire Élémentaire de Botanique.
- Lazare Carnot : Essai sur les machines en général
- Erasmus Darwin : A System of Vegetables.
- Edme-Pierre Chauvot de Beauchêne : De L’Influence des affections de l’âme dans les maladies nerveuses des femmes.
- Joseph Jérôme Lefrançois de Lalande : Éphémérides des mouvemens célestes pour le méridien de Paris, qui contient une édition révisée du catalogue d'étoiles de John Flamsteed .
- Antoine Lavoisier : Réflexions sur le phlogistique, pour servir de suite à la théorie de la combustion et de la calcination.

## Prix
- 6 août : l'Académie de Rouen couronne le mémoire de Jean-Paul Marat sur l'électricité médicale[18].

- Médailles de la Royal Society
  - Médaille Copley
    - John Goodricke (1764-1786), pour sa découverte de la période de variation d'Algol.
    - Thomas Hutchins (v.1742-1790), pour sa détermination du point de congélation du mercure.

## Naissances

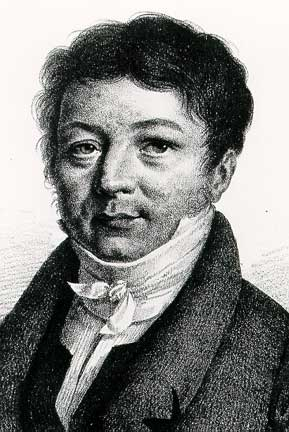
François Magendie

- 16 février : Jean-Baptiste d'Omalius (mort en 1875), géologue belge.
- 8 avril : John Claudius Loudon (mort en 1843), botaniste écossais.
- 22 mai : William Sturgeon (mort en 1850), scientifique et inventeur anglais.
- 19 juin : Friedrich Wilhelm Adam Sertürner (mort en 1841), pharmacien allemand.
- 23 septembre : Frederick Pollock (mort en 1870), avocat, un homme politique conservateur et mathématicien britannique.
- 6 octobre : François Magendie (mort en 1855), médecin français.
- 31 octobre : Karl Wilhelm Gottlob Kastner (né en 1857), chimiste allemand.
- 3 novembre : Pierre Marcel Toussaint de Serres (mort en 1862), géologue et naturaliste français.
- 25 novembre : Claude-Louis Mathieu (mort en 1875), astronome français.
- 4 décembre : Christoph Friedrich Otto (mort en 1856), jardinier et botaniste allemand.
- 18 décembre : Mary Anne Whitby (morte en 1850), entomologiste anglais.
- 19 décembre : Charles Julien Brianchon (mort en 1864), mathématicien et artilleur français.

- William Spence (mort en 1860), entomologiste britannique.

## Décès

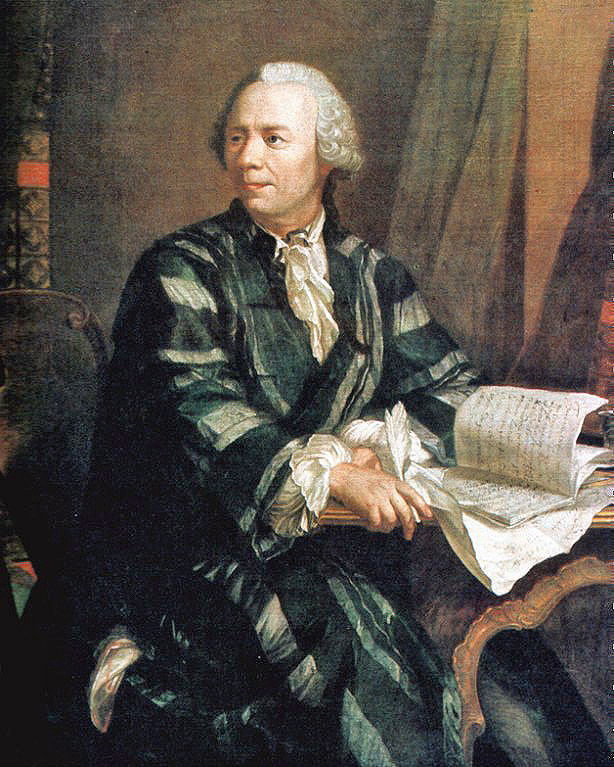
Leonhard Euler

- 30 mars : William Hunter (né en 1718), anatomiste écossais.

- 16 avril : Christian Mayer (né en 1719), prêtre jésuite morave, astronome, philosophe et physicien.

- 8 mai : Louis de Chambray (né en 1713), agronome français.

- 18 septembre : Leonhard Euler (né en 1707), mathématicien et physicien suisse.
- 27 septembre : Étienne Bézout (né en 1730), mathématicien français.

- 29 octobre : Jean le Rond D'Alembert (né en 1717), mathématicien, philosophe et encyclopédiste français.

- 1er novembre : Carl von Linné le Jeune (né en 1741), naturaliste suédois.

- 16 décembre : Arima Yoriyuki (né en 1714), mathématicien japonais.